# Robert Christophe (historien)
 (mai 2018).
Si vous disposez d'ouvrages ou d'articles de référence ou si vous connaissez des sites web de qualité traitant du thème abordé ici, merci de compléter l'article en donnant les références utiles à sa vérifiabilité et en les liant à la section « Notes et références ».
Pour les articles homonymes, voir Christophe et Robert Christophe (homonymie).
Robert Christophe, né à Lille le 12 juin 1907 et mort le 7 août 1983 à Neuilly-sur-Seine, est un journaliste, conférencier, romancier et historien français. 
Ancien combattant et prisonnier de guerre, il a publié une vingtaine d'ouvrages.

## Biographie
Robert Christophe est né à Lille le 12 juin 1907. La Grande Guerre et l’occupation de la ville chassent sa famille vers Paris. Il entre au Lycée Carnot et y passe les baccalauréats Philosophie et Math-Elèm le même jour. Son père l’envoie, contre ses goûts[réf. nécessaire], à l’École Supérieure de Filature et Tissage de l’Est, à Épinal, d’où il sort ingénieur en 1927. Il épouse en 1930 Marcelle Nordman, une pianiste qui deviendra par la suite sa collaboratrice. Ils ont une fille en 1933, Francine Christophe, qui deviendra également auteure et conférencière.
Lors de son service militaire à Metz, il étudie sur place la guerre de 1870, car son père y a subi le siège. Ce père étant mort, il prend la suite de l’entreprise paternelle « Léon Christophe Neveu », avec son frère Daniel Christophe, mais quitte le textile par passion pour les Lettres et l’Histoire. Il devient journaliste, conférencier, romancier, avant tout historien.
Son souci constant est d’apporter la connaissance historique au plus grand nombre. En 1938, il publie un premier roman historique : La Terrifique Aventure de Dona Concepcion. La même année sort Bazaine innocent, qui remporte un grand succès (et des lettres anonymes car les esprits sont encore échauffés par cette affaire)[réf. nécessaire]. Il commence alors à faire des « causeries » mais tout est interrompu par la Seconde Guerre Mondiale où il sert comme lieutenant de réserve.
En 1940, après la Bataille d’Amiens, il est fait prisonnier de guerre. Il prend part à la résistance de son camp et est envoyé au camp de représailles de Lübeck. Cette captivité de cinq ans lui fera poursuivre ses « universités » derrière les barbelés, grâce aux brillants professeurs incarcérés avec lui.
En 1945 après six ans sous l’uniforme, Robert Christophe reprend ses activités d’historien. Il écrit dans de nombreux journaux et donne des conférences dans toute la France.
Il publie entre autres avec sa femme Le Miracle de nos prisons (réédité sous le titre Une famille dans la guerre), souvenirs de guerre et œuvre d’amour au milieu de l’horreur. Ce livre relate à la fois les années de prisonnier de Robert et la déportation de Marcelle ainsi que de sa fille Francine.
Robert Christophe devient par la suite Vice-Président de la Société des gens de lettres, Président honoraire de l’Association des écrivains combattants, Grand Prix du journalisme de La Spezia, quatre fois couronné par l’Académie Française, dont le Grand Prix d’Histoire, Médaille d’Argent de la Ville de Paris[réf. nécessaire].

## Publications
- La Vie tragique du maréchal Bazaine (1973) (reprise de son Bazaine innocent)
- Les Vierges d’Apam, roman historique
- Le Tramway d’Ambleteuse, roman
- Comment fut réalisé « Sous le manteau », chronique du camp
- La Révolution française racontée à tous
- Le Duc de Morny
- Marie tête d’ange, cantinière d’Empire
- Amours et guerres du maréchal Marmont
- Napoléon, empereur de l’île d’Elbe
- Les Sanson, bourreaux de père en fils depuis Louis XIV
- Danton Mademoiselle de Sombreuil (fille du Gouverneur des Invalides)
- Le Siècle de monsieur Thiers
- Napoléon controversé
- L’Hôtel de Massa et la Société des gens de lettres
- Les Grandes Heures de l’Italie
- Napoléon III au tribunal de l’Histoire
- Les Grandes Amoureuses de l’Histoire
- Le Miracle de nos prisons, 1940-45
- La Trahison de colonel Lopez
- Les Flammes du Purgatoire, histoire des prisonniers de 1940
- Adolf Hitler : 1889-1944 (livre posthume)
- Une famille dans la guerre (réédition du Miracle)
- Les Années perdues, cahiers de guerre (livre posthume)